# Utrack
uTrack är en funktion i mobiltelefoner, som fungerar så att om ett främmande SIM-kort sätts in i mobilen sms:as automatiskt det främmande mobilnumret till tidigare inlagt valfritt mobiltelefonnummer. Därmed blir det lättare att spåra en stulen mobil.